# Eduardo Camavinga
Eduardo Celmi Camavinga (ur. 10 listopada 2002 w Miconge) – francuski piłkarz występujący na pozycji pomocnika w hiszpańskim klubie Real Madryt oraz w reprezentacji Francji. Srebrny medalista Mistrzostw Świata 2022.

## Kariera klubowa
Camavinga swój pierwszy profesjonalny kontrakt ze Stade Rennais podpisał 14 grudnia 2018, mając 16 lat, dokonując tego jako najmłodszy zawodnik w historii klubu. W pierwszej drużynie zadebiutował 6 kwietnia 2019 w meczu ligowym przeciwko Angers SCO.
31 sierpnia 2021 został piłkarzem Realu Madryt.

## Kariera reprezentacyjna
Camavinga urodził się w Angoli i wieku dwóch lat przeprowadził się do Francji. W listopadzie 2019 uzyskał francuskie obywatelstwo.
15 listopada 2019 zadebiutował w reprezentacji Francji do lat 21 w spotkaniu eliminacyjnym do mistrzostw Europy przeciwko Gruzji.

## Sukcesy

### Real Madryt
- Mistrzostwo Hiszpanii: 2021/2022, 2023/2024
- Puchar Króla: 2022/2023
- Superpuchar Hiszpanii: 2021/2022
- Liga Mistrzów UEFA: 2021/2022, 2023/24
- Superpuchar UEFA: 2022, 2024
- Klubowe mistrzostwo świata: 2022

### Reprezentacja
- Wicemistrzostwo świata: 2022

### Indywidualne
- Piłkarz miesiąca Ligue 1: sierpień 2019[5]

## Życie prywatne
Eduardo Celmi Camavinga urodził się 10 listopada 2002 roku w Miconge, w prowincji Kabinda, eksklawie Angoli położonej pomiędzy Demokratyczną Republiką Konga, Republiką Konga a Oceanem Atlantyckim. Posiada obywatelstwo Angoli i Republiki Konga. Na swoich kontach w mediach społecznościowych w 2019 roku wywiesza obie flagi. Jego rodzice Celestino Eduardo (portugalskojęzyczny Angolo-Kongijczyk urodzony w 1979 r. w Kabindzie) i Sofia Pedro Simão (ur. w 1980 r. w Kabindzie) uciekli przed wojną domową w DRK przed jego narodzinami, aby dołączyć do obozu dla uchodźców w Miconge. Rodzina (wraz z Eduardo oraz jego czterema braćmi i siostrami) opuściła Angolę do Francji w 2003 roku. Osiedlili się najpierw w Lille, następnie w Amiens, a następnie przenieśli się do Fougères, miasta położonego w północno-wschodniej Bretanii około 50 km od Rennes, gdzie Eduardo Camavinga spędził całe dzieciństwo. 31 października 2019 roku wraz z rodziną uzyskał obywatelstwo Francji.